# Piercia olivata
Piercia olivata là một loài bướm đêm trong họ Geometridae.